# Żylak zmienny
Żylak zmienny (Phlebia serialis (Pers.) Gilb. & Ryvarden) – gatunek grzybów z rzędu żagwiowców (Polyporales).

## Systematyka i nazewnictwo
Pozycja w klasyfikacji według Index Fungorum: Phlebia, Meruliaceae, Polyporales, Incertae sedis, Agaricomycetes, Agaricomycotina, Basidiomycota, Fungi.
Gatunek ten opisał w 1821 roku Elias Fries, nadając mu nazwę Thelephora serialis. Obecną, uznaną przez Index Fungorum nazwę nadał mu Leif Ryvarden w 1957 r.
Ma 11 synonimów. Niektóre z nich:
- Lilaceophlebia serialis (Fr.) Spirin & Zmitr. 2004
- Phlebia flavoferruginea (P. Karst.) Parmasto 1967[2].

Polską nazwę zaproponował Władysław Wojewoda w 2003 r.

## Występowanie i siedlisko
Podano jego występowanie w Ameryce Północnej, Europie i Azji. Najwięcej stanowisk podano na Półwyspie Skandynawskim. W. Wojewoda w 2003 r. przytoczył tylko jedno stanowisko tego gatunku w Polsce, i to już historyczne, podane przez G. Bresàdolę w 1903 r. w Międzyrzeczu Podlaskim. Znajduje się na Czerwonej liście roślin i grzybów Polski. Ma status E – gatunek wymierający, którego przeżycie jest mało prawdopodobne, jeśli nadal będą działać czynniki zagrożenia. Znajduje się na liście gatunków zagrożonych także w Niemczech, Norwegii, i Finlandii.
Nadrzewny grzyb saprotroficzny. Występuje w lasach na martwym drewnie drzew. W Polsce podano jego występowanie na drewnie sosny.